# Positieve eindexpiratoire druk
Met positieve eindexpiratoire druk (Engels: positive end-expiratory pressure, PEEP) wordt bedoeld dat bij een geïntubeerde patiënt die kunstmatig beademd wordt langs de expiratoire zijde een klep geplaatst wordt die ervoor zorgt dat de druk in de longen na de uitademfase niet terugvalt tot de omgevingsdruk maar wat erboven blijft, meestal 5 cm waterkolom, in uitzonderlijke gevallen meer.
Het belangrijkste gevolg hiervan is dat de longblaasjes lichtjes opgeblazen blijven en niet helemaal platvallen. Dit leidt ertoe dat er meer zuurstof door het bloed wordt opgenomen (betere oxygenatie) en koolstofdioxide beter wordt afgevoerd.

## Intrinsieke (auto-) PEEP
Auto-PEEP is een onvolledige uitademing voorafgaand aan de start van de volgende ademhaling die een progressieve luchtophoping (hyperinflatie) veroorzaakt. Deze ophoping van lucht verhoogt de alveolaire druk aan het einde van de uitademing, wat auto-PEEP wordt genoemd.
Auto-PEEP ontwikkelt zich vaak bij hoge minuutventilatie (hyperventilatie), expiratoire flowbeperking (belemmerde luchtweg) en expiratoire weerstand (nauwe luchtweg).
Zodra auto-PEEP is geïdentificeerd, moeten stappen worden ondernomen om de drukopbouw te stoppen of te verminderen. Wanneer auto-PEEP aanhoudt ondanks behandeling van de onderliggende oorzaak, kan het toepassen van PEEP nuttig zijn als de patiënt een expiratoire flowbeperking (obstructie) heeft.

## Extrinsieke (toegepaste) PEEP
Toegepaste PEEP is meestal een van de eerste ventilatorinstellingen die wordt gekozen wanneer mechanische beademing wordt gestart. Het wordt direct op de ventilator ingesteld.

## Geschiedenis
De ontdekking van PEEP wordt  toegeschreven aan John Scott Inkster, een Engelse anesthesist en arts. Toen zijn ontdekking werd gepubliceerd in de proceedings van het World Congress of Anaesthesia in 1968, noemde Inkster het Residual Positive Pressure.